# Heinz Helbing
Heinz Helbing (* 11. August 1907 in Basel; † 11. November 1987 ebenda) war ein Schweizer Buchhändler und Verleger.

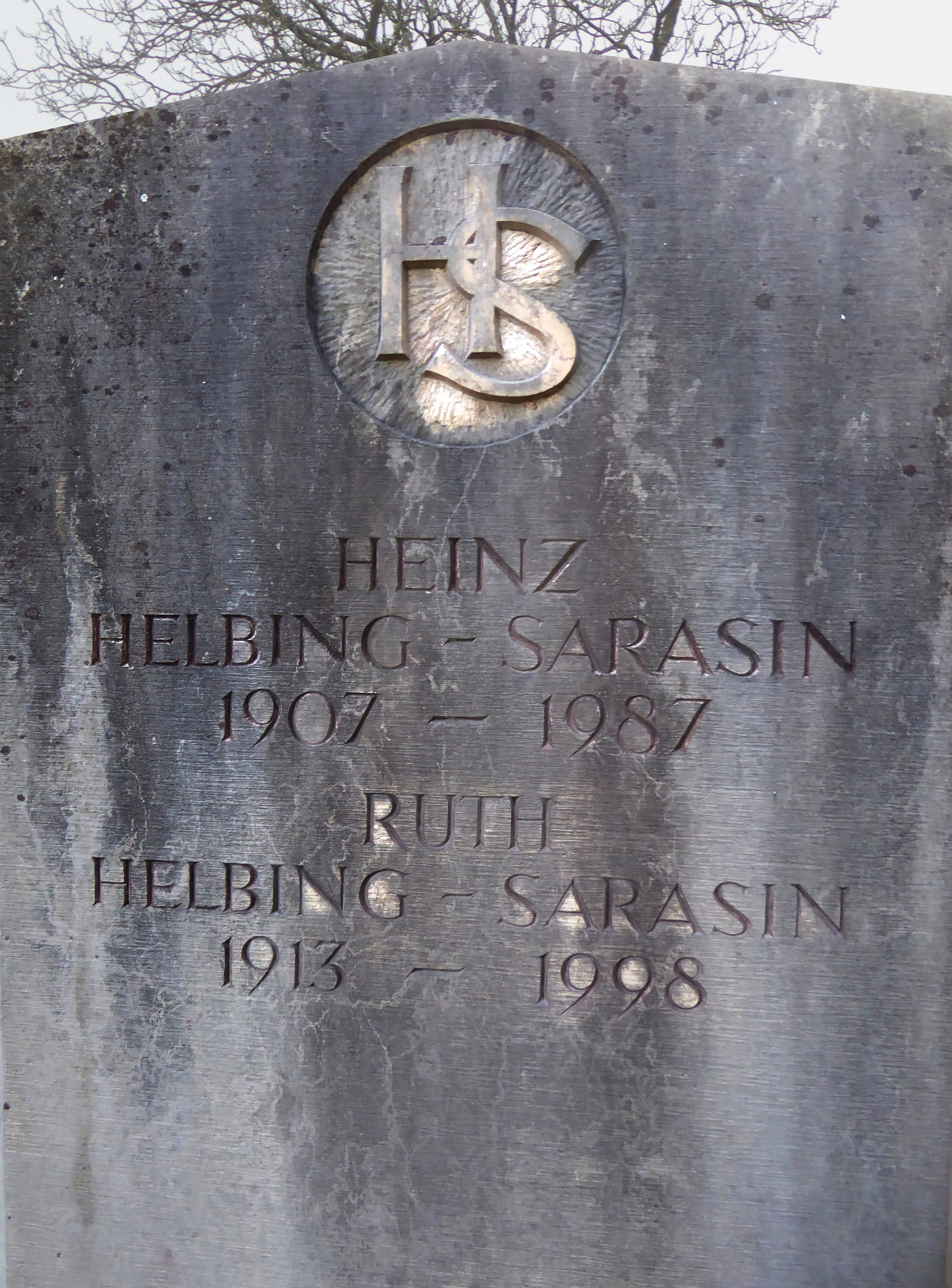
Grab, Wolfgottesacker in Basel

## Leben und Werk
Heinz Helbing war ein Sohn des Buchhändlers Gustav Helbing (1875–1953) und der Helene (1875–1962), geborene Bernoulli.
Helbing absolvierte von 1927 bis 1929 eine Lehre als Buchhändler und hielt sich anschliessend in Genf, Bern, Paris, London und München auf. 1932 trat er in die väterliche Buchhandlung Helbing & Lichtenhahn (Verleger und Grossrat Hans Lichtenhahn (1875–1951)) ein und war ab 1945 deren Teilhaber.
1932 eröffnete Helbing den ersten Taschenbuchladen «Piccolibro» in Basel. Zusammen mit Verena Lichtenhahn (1915–1991) leitete er von 1953 bis 1981 die Buchhandlung und den Verlag Helbing & Lichtenhahn. 1974 wurde die Kollektivgesellschaft aufgelöst und in zwei Aktiengesellschaften überführt. 1974 übergab er die Buchhandlung an den Buchhändler, Autor und Theaterkritiker Willy Jäggi.
Helbing war von 1946 bis 1948 und von 1954 bis 1958 Präsident des Schweizerischen Vereinssortiments sowie von 1949 bis 1951 Zentralpräsident des Schweizer Buchhändler- und Verleger-Verbandes. Für seine Verdienste verlieh ihm 1972 die juristische Fakultät der Universität Basel die Ehrendoktor-Würde.
Heinz Helbing war seit 1937 verheiratet mit Ruth (1913–1998), geborene Sarasin. Er fand seine letzte Ruhestätte auf dem Wolfgottesacker in Basel.